# Natação no Campeonato Europeu de Esportes Aquáticos de 2014 - 200 m livre feminino
A prova dos 200 metros livre feminino da natação no Campeonato Europeu de Esportes Aquáticos de 2014 ocorreu nos dias 22 e 23 de agosto em Berlim, na Alemanha. 

## Calendário
| Fase          | Data         | Hora  |
| ------------- | ------------ | ----- |
| Eliminatórias | 22 de agosto | 09:51 |
| Semifinal     | 22 de agosto | 18:20 |
| Final         | 23 de agosto | 16:31 |

Todos os horários estão no horário local (UTC+1)

## Recordes
Antes desta competição, os recordes eram os seguintes:
| Recorde mundial       | Federica Pellegrini | 1:52.98 | Roma      | 29 de julho de 2009  |
| Recorde europeu       | Federica Pellegrini | 1:52.98 | Roma      | 29 de julho de 2009  |
| Recorde do campeonato | Federica Pellegrini | 1:55.45 | Budapeste | 14 de agosto de 2010 |

## Medalhistas
| Ouro                      | Prata                | Bronze                |
| Federica Pellegrini (ITA) | Katinka Hosszú (HUN) | Femke Heemskerk (NED) |

## Resultados

### Eliminatórias
Esses foram os resultados das eliminatórias. 
| Pos. | Bateria | Raia | Nadadora              | Nacionalidade | Tempo   | Notas |
| ---- | ------- | ---- | --------------------- | ------------- | ------- | ----- |
| 1    | 3       | 5    | Katinka Hosszú        | Hungria       | 1:57.05 | Q     |
| 2    | 4       | 5    | Melani Costa          | Espanha       | 1:58.60 | Q     |
| 3    | 2       | 4    | Veronika Popova       | Rússia        | 1:58.66 | Q     |
| 4    | 3       | 4    | Federica Pellegrini   | Itália        | 1:59.14 | Q     |
| 5    | 4       | 3    | Charlotte Bonnet      | França        | 1:59.55 | Q     |
| 6    | 2       | 5    | Femke Heemskerk       | Países Baixos | 1:59.77 | Q     |
| 7    | 3       | 8    | Nina Rangelova        | Bulgária      | 2:00.26 | Q     |
| 7    | 4       | 6    | Viktoriya Andreeva    | Rússia        | 2:00.26 | Q     |
| 9    | 4       | 2    | Louise Hansson        | Suécia        | 2:00.29 | Q     |
| 10   | 2       | 7    | Chiara Masini         | Itália        | 2:00.63 | Q     |
| 11   | 4       | 1    | Shauna Lee            | Reino Unido   | 2:00.72 | Q     |
| 12   | 3       | 2    | Esmee Vermeulen       | Países Baixos | 2:00.74 | Q     |
| 13   | 2       | 8    | Cecilie Johannessen   | Noruega       | 2:00.87 | Q     |
| 14   | 3       | 7    | Lisa Zaiser           | Áustria       | 2:00.92 | Q     |
| 14   | 1       | 4    | Katarina Simonović    | Sérvia        | 2:00.92 | Q     |
| 16   | 3       | 1    | Victoria Malyutina    | Rússia        | 2:01.28 |       |
| 17   | 4       | 8    | Wendy van der Zanden  | Países Baixos | 2:01.38 |       |
| 18   | 2       | 2    | Diletta Carli         | Itália        | 2:01.56 |       |
| 19   | 3       | 3    | Michelle Coleman      | Suécia        | 2:01.75 | Q     |
| 20   | 3       | 0    | Danielle Villars      | Suíça         | 2:02.21 |       |
| 21   | 2       | 6    | Maria Baklakova       | Rússia        | 2:02.31 |       |
| 22   | 4       | 9    | Noemi Girardet        | Suíça         | 2:02.60 |       |
| 23   | 4       | 0    | Isabelle Mabboux      | França        | 2:02.83 |       |
| 24   | 1       | 3    | Annick van Westendorp | Suíça         | 2:03.20 |       |
| 25   | 2       | 9    | Gizem Bozkurt         | Turquia       | 2:03.38 |       |
| 26   | 1       | 1    | Alyona Kyselyova      | Ucrânia       | 2:03.77 |       |
| 27   | 3       | 9    | Julie Lauridsen       | Dinamarca     | 2:03.81 |       |
| 28   | 2       | 1    | Cloe Hache            | França        | 2:03.93 |       |
| 29   | 1       | 7    | Lisa Stamm            | Suíça         | 2:04.16 |       |
| 30   | 2       | 0    | Stina Gardell         | Suécia        | 2:04.69 |       |
| 31   | 1       | 6    | Katharina Egger       | Áustria       | 2:05.73 |       |
| 32   | 1       | 5    | Anna Kolárová         | Chéquia       | 2:07.07 |       |
| 33   | 1       | 8    | Monika Vasilyan       | Armênia       | 2:12.14 |       |
| —    | 1       | 2    | Věra Kopřivová        | Chéquia       |         | DNS   |
| —    | 2       | 3    | Jazmin Carlin         | Reino Unido   |         | DNS   |
| —    | 3       | 6    | Alice Mizzau          | Itália        |         | DNS   |
| —    | 4       | 4    | Sarah Sjöström        | Suécia        |         | DNS   |
| —    | 4       | 7    | Rebecca Turner        | Reino Unido   |         | DNS   |

### Semifinal
Esses foram os resultados das semifinais. 
Semifinal 1
| Pos. | Raia | Nadadora            | Nacionalidade | Tempo   | Notas |
| ---- | ---- | ------------------- | ------------- | ------- | ----- |
| 1    | 5    | Federica Pellegrini | Itália        | 1:56.69 | Q     |
| 2    | 3    | Femke Heemskerk     | Países Baixos | 1:57.15 | Q     |
| 3    | 8    | Michelle Coleman    | Suécia        | 1:57.18 | Q     |
| 4    | 4    | Melani Costa        | Espanha       | 1:57.24 | Q     |
| 5    | 6    | Nina Rangelova      | Bulgária      | 1:59.06 | Q     |
| 6    | 7    | Esmee Vermeulen     | Países Baixos | 1:59.89 |       |
| 7    | 2    | Chiara Masini       | Itália        | 2:00.25 |       |
| 8    | 1    | Katarina Simonović  | Sérvia        | 2:00.77 |       |

Semifinal 2
| Pos. | Raia | Nadadora            | Nacionalidade | Tempo   | Notas |
| ---- | ---- | ------------------- | ------------- | ------- | ----- |
| 1    | 5    | Veronika Popova     | Rússia        | 1:56.84 | Q     |
| 2    | 4    | Katinka Hosszú      | Hungria       | 1:56.96 | Q     |
| 3    | 3    | Charlotte Bonnet    | França        | 1:58.05 | Q     |
| 4    | 2    | Louise Hansson      | Suécia        | 1:59.80 |       |
| 5    | 8    | Lisa Zaiser         | Áustria       | 1:59.97 |       |
| 6    | 7    | Shauna Lee          | Reino Unido   | 2:00.09 |       |
| 7    | 6    | Viktoriya Andreeva  | Rússia        | 2:01.06 |       |
| 8    | 1    | Cecilie Johannessen | Noruega       | 2:01.32 |       |

### Final
Esse foi o resultado da final. 
| Pos.              | Raia | Nadadora            | Nacionalidade | Tempo   | Notas |
| ----------------- | ---- | ------------------- | ------------- | ------- | ----- |
| Medalha de ouro   | 4    | Federica Pellegrini | Itália        | 1:56.01 |       |
| Medalha de prata  | 3    | Katinka Hosszú      | Hungria       | 1:56.69 |       |
| Medalha de bronze | 6    | Femke Heemskerk     | Países Baixos | 1:56.81 |       |
| 4                 | 7    | Melani Costa        | Espanha       | 1:56.92 |       |
| 5                 | 5    | Veronika Popova     | Rússia        | 1:57.20 |       |
| 6                 | 2    | Michelle Coleman    | Suécia        | 1:57.65 |       |
| 7                 | 1    | Charlotte Bonnet    | França        | 1:58.22 |       |
| 8                 | 8    | Nina Rangelova      | Bulgária      | 1:58.56 |       |

Legenda
| Recorde mundial       | Recorde mundial (World record)               |                       | Recorde africano                      | Recorde africano (African) |                                           | Q | Classificado por posição (Qualified) |
| Recorde do campeonato | Recorde do campeonato (Championship record)  | Recorde da América    | Recorde da América (Americas)         | q                          | Classificado por melhor tempo (Qualified) |   |                                      |
| Melhor marca do ano   | Melhor marca do ano (World leading)          | Recorde asiático      | Recorde asiático (Asian)              | DNS                        | Não largou (Did not start)                |   |                                      |
| Recorde nacional      | Recorde nacional (National record)           | Recorde europeu       | Recorde europeu (European)            | DNF                        | Não terminou (Did not finish)             |   |                                      |
| Recorde pessoal       | Recorde pessoal do atleta (Personal best)    | Recorde da Oceania    | Recorde da Oceania (Oceania)          | DSQ / DQ                   | Desclassificado (Disqualified)            |   |                                      |
| Recorde da temporada  | Recorde da temporada do atleta (Season best) | Recorde sul-americano | Recorde sul-americano (South America) | NM                         | Sem marca (No mark)                       |   |                                      |